# Oda Nobutoki
Oda Nobutoki est un nom japonais traditionnel ; le nom de famille (ou le nom d'école), Oda, précède donc le prénom (ou le nom d'artiste).
Oda Nobutoki (織田 信時, ?-juin 1556) est le 6e fils d'Oda Nobuhide, seigneur de guerre de la province d'Owari au Japon durant l'époque Sengoku. Il est demi-frère d'Oda Nobunaga et frère d'Oda Nobuhiro, les trois ayant le même père. Il est plus tard adopté par Oda Nobuyasu, son oncle.

## Contrôle du château de Moriyama
Le 10 mai 1555, Nobunaga s'empare du château de Kiyosu et commence à s'en servir de résidence. Il donne alors l'ancien château de Nagoya, sa précédente résidence, à son frère Oda Nobumitsu, maître du château de Moriyama qui l'a soutenu. En retour, Nobumitsu donne le château de Moriyama à Oda Nobutsugi.
Au cours du mois suivant, le 26 juin, Nobutsugi tue Oda Hidetaka, le sixième frère cadet de Nobunaga, tandis qu'il chevauche le long du fleuve Shōnai, près du château de Moriyama. Tant Nobunaga que son frère Oda Nobuyuki essayent de prendre le contrôle du château mais Sakuma Nobumori intervient pour conserver la paix. Nobutoki est autorisé à faire entrer ses forces et prend le contrôle du château.

## Famille
- Père : Oda Nobuhide (1510-1551)
- Père adopté : Oda Nobuyasu
- Frères :
  - Oda Nobuhiro (d. 1574)
  - Oda Nobunaga (1534-1582)
  - Oda Nobuyuki (1536-1557)
  - Oda Nobukane (1548-1614)
  - Oda Nagamasu (1548-1622)
  - Oda Nobuharu (1549-1570)
  - Oda Nobuoki
  - Oda Hidetaka (d. 1555)
  - Oda Hidenari
  - Oda Nobuteru
  - Oda Nagatoshi

- Sœurs :
  - Oichi (1547-1583)
  - Oinu

## Source de la traduction
- (en) Cet article est partiellement ou en totalité issu de l’article de Wikipédia en anglais intitulé « Oda Nobutoki » (voir la liste des auteurs).